# Palocsay Rudolf
Palocsay Rudolf (Kolozsvár, 1900. március 12. – Kolozsvár, 1978. május 27.) erdélyi magyar kertészeti szakíró, biológus. Palocsay Zsigmond apja.

## Életútja
A Kétvízközben nőtt fel öt kisebb testvérével együtt egy szobafestő fiaként. Négy elemi osztályt végzett, majd három „gazdasági ismétlő”-t, később apja tanoncaként még három inasiskolai osztályt. Korán megnyilvánult vonzódása a virágok iránt, s amikor szobafestőként a városi virágkertészetbe került, ott a főkertésztől már szakszerű virágkeresztezési ismereteket szerzett. Hozzájutott H. Emery A növények élete című tudománynépszerűsítő könyvéhez, ebből bővítette és rendszeresítette az addig szerzett ismereteket. Életrajzírója, Katona Szabó István írja: „Ez a könyv volt a csíra, melyből kinőtt az önmagába mélyedő fiú világnézete. Ez volt gimnáziuma és egyeteme.” Az első világháború kitörésekor apja hivatásos tűzoltó lett, ő pedig egy ideig molnár, majd sörgyári munkás.
1918 decemberében besorozták a Székely Hadosztályba, ahonnan csak másfél év múlva került haza. Maga is beállt tűzoltónak, ott lehetősége adódott virágnemesítési szenvedélyét és önképzését továbbfejlesztenie: a tűzoltólaktanya kertjében egyre pompázatosabb virágkertészetet hozott létre, s 1926-ban kertészsegédi oklevelet is szerzett. Ekkortól számíthatók első szakszerű keresztezési kísérletei: rózsa- és violahibrideket, oroszlánszájakat sikerült kialakítania, 1927-től már saját kis kertjében, később hivatásszerűen foglalkozott gyümölcsnemesítéssel is. Következtek a kardvirágokkal végzett próbák. 1938-ig kidolgozta saját mentormódszerét, mellyel különleges és hivatalosan is bejegyzett új fajtákat hozott létre. Csábították is a bukaresti királyi kertészetbe, de nem ment, Kolozsvárt maradt, ahol Emil Pop és Péterfi István botanikaprofesszorok is felfigyeltek munkásságára, s 1948-tól Lazányi Endre növénygenetikus, a Mezőgazdasági Akadémia magyar tagozatának akkori megszervezője révén megismerkedett Micsurin eredményeivel, tekintettel almafajta-keresztezési kísérleteire.
1949-től már felkérték egyetemi bemutató előadások megtartására, 1950-től pedig genetikai gyakorlatok vezetésére a Bolyai Tudományegyetemen. Ugyanakkor egy vegetatív hibridizációról szóló pályamunkájával elnyerte a Román Akadémia díját, s megválasztották a bukaresti Micsurin Tudományos Társaság alelnökévé. Következett kinevezése a kolozsvári Mezőgazdasági Főiskola adjunktusává. Ezután már a legkorszerűbb tudományos gépezet segítségével végezhette kísérleteit. Állami Díjban részesítették, többször is beválasztották a bukaresti parlamentbe. 1953-ban kinevezték a saját kertje mellett létesített Gyümölcskutató és Nemesítő Állomás igazgatójává; ezt az állását nyugdíjazásáig (1974) töltötte be.

## Művei
- Gyümölcsfák és bokrok metszése (1952, románul 1957)
- Az almatermésűek és csonthéjasok termesztése és nemesítése (Veress István, Antal Dániel, Mózes Pál társszerzőkkel, 1954)
- Zöldség- és gyümölcsnemesítési kísérleteim (1954)
- Kísérleteim. A micsurinizmus alkalmazásának gyakorlati eredményei; Mezőgazdasági és Erdészeti Kiadó, Bukarest, 1954 (románul 1955)
- Palocsay Rudolf–Veress István–Antal Dániel: Gyümölcsfák és bokrok metszése; közrem. Keszi-Harmath Erzsébet; 2. bőv. átdolg. kiad.; Mezőgazdasági és Erdészeti Kiadó, Bukarest, 1955
- Héjasok és bogyósgyümölcsűek termesztése és nemesítése; szerk. Palocsay Rudolf; Mezőgazdasági és Erdészeti Kiadó, Bukarest, 1957 (románul 1961)
- Zöldség- és gyümölcsnemesítési kísérleteim; 2. bőv. kiad.; Mezőgazdasági és Erdészeti Kiadó, Bukarest, 1961